# Мочешур
Мочешу́р (рос. Мочешур) — присілок в Ігринському районі Удмуртії, Росія.

## Населення
Населення — 6 осіб (2010; 6 в 2002).
Національний склад станом на 2002 рік:
- росіяни — 67 %
- удмурти — 33 %

## Урбаноніми[3]
- вулиці — Висельська